# Західна Малайзія

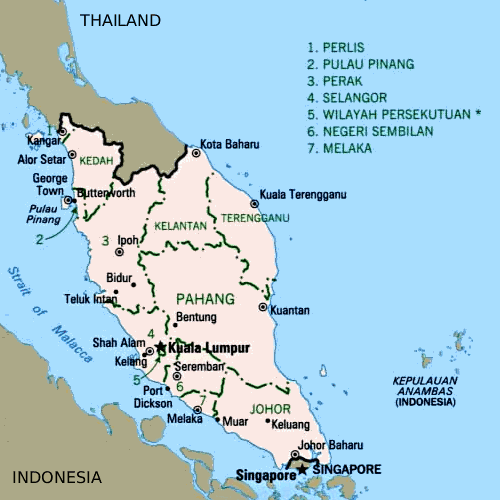
Територія Західної Малайзії

Західна Малайзія, або Півострівна Малайзія — територія Малайзії, що займає Малаккський півострів і прилеглі невеликі острови. Відділена від Східної Малайзії, що знаходиться на острові Калімантан (Борнео), Південнокитайським морем. До Західної Малайзії належать давні малайські ісламські монархії, а також міста з великим населенням китайського походження. Порівняно зі Східною Малайзією Півострівна Малайзія має більше населення та вищий рівень урбанізації.
У Західній Малайзії розташована більшість штатів Малайзії: Джохор, Кедах, Келантан, Куала-Лумпур, Малакка, Негері-Сембілан, Паханг, Перак, Перліс, Пінанґ, Путраджая, Селангор, Тренгану.

## Географія
Західна Малайзія межує з Таїландом на півночі та Сінгапуром на півдні. Відділена від островів Індонезії Малаккською протокою.
Розташована між 1° і 7° північної широти та 99° і 105° східної довготи. Займає територію 131,6 тисяч км². Рельєф складається з гір, долин річок та прибережних низовин. Центр регіону займають гори Тітівангса, які простягаються на 480 км. Півострівна Малайзія знаходиться у відносно сейсмічно-малоактивному регіоні, попри невелику відстань до сейсмічно-активних регіонів. Утім, землетрус і цунамі 2004 року забрали життя 68 мешканців у Західній Малайзії.
Клімат переважно теплий і вологий упродовж року. Два дощових сезони спостерігаються у травні-вересні та листопаді-березні. Температура повітря зазвичай перебуває в діапазоні 21-32 °C.
Західна Малайзія характеризується високим різноманіттям природних умов. Західне узбережжя півострова містить чимало мангрових лісів, серед яких мангри Ларут-Матанг у Пераку вважаються найбільшими в Малайзії. Поблизу берега є декілька окремих коралових рифів та острівців, найбільшими з яких є рифи навколо острова Паяр на півночі Кедаху та острова Сембілан поблизу Пераку.
Річки Бенгальського басейну Західної Малайзії досить короткі та стрімкі.

## Історія
На сучасному етапі Західна Малайзія складається з таких штатів:
- Султанат Джохор (столиця Джохор-Бару), код:JH
- Султанат Кедах (столиця Алор-Сетар), код:KH
- Султанат Келантан (столиця Кота-Бару), код:KN
- Султанат Паганґ (столиця Куантан), код:PH
- Султанат Перак (столиця Іпох), код:PK
- Султанат Селанґор (столиця Шах-Алам), код: SL
- Султанат Тренґану (столиця Куала-Тренґану), код:TR
- Виборна монархія Неґері-Сембілан (столиця Серембан), код: NS
- Королівство Перліс (столиця Канґар), код:PS
- Губернаторство Малакка (столиця Малакка), код: MK
- Губернаторство Пулау-Пінанґ (столиця Джорджтаун), код:PP або PN

Окрім штатів виділяють дві федеральні території: Путраджая (нова адміністративна столиця) і Куала-Лумпур (колишня столиця і економічний центр).

## Економіка
Західні території Півострівної Малайзії є більш заселеними та розвиненими, ніж території на східному узбережжі півострова.
Західна Малайзія має добре розвинену систему автомобільних шляхів. Міста поєднані між собою автобусним зв'язком. Малайська залізниця йде вздовж осі півострова, сполучаючи країну з Таїландом і Сінгапуром.
Рибальство поблизу берегів Малайського півострова 1996 року складало понад 75 % усього видобутку риби в країні, понад 800 тисяч тон.

## Населення
На відміну від Східної Малайзії Півострівна має вищу щільність населення. На меншій площі тут мешкає приблизно 80 % населення країни. 63 % від населення складають етнічні малайці, інші — китайці, індійці, аборигени малайських лісів.. Утім, і серед етнічних малайців є велика гетерогенність у походженні від змішаних індійських і китайських шлюбів, що йде ще з перших століть нашої ери.